# ورزشگاه جام جهانی سئول
ورزشگاه جام‌جهانی سئول، همچنین به عنوان ورزشگاه سانگام شناخته می شود، واقع شده در سئونگسان، سئول، کره جنوبی و میزبان بازی های خانگی اف‌سی سئول در رقابت های کی لیگ از سال ۲۰۰۴است.

این ورزشگاه از سال ۲۰۰۱ بازگشایی شده. گنجایش ورزشگاه ۶۸٬۴۷۶ هزار نفر (۶۶٬۸۰۶ معمولی ; ۹۱۶ جایگاه ویژه ; ۷۵۴ برای رسانه ها). این ورزشگاه برای بازی های جام جهانی ۲۰۰۲ ساخته شده.

## جام جهانی ۲۰۰۲
ورزشگاه جام جهانی سئول یکی از مکانهای برگزاری بازی های جام جهانی ۲۰۰۲ بود. و مسابقات زیر را برگزار کرده
| تاریخ        | تیم ۱     | نتیجه | تیم ۲ | رقابت      |
| ------------ | --------- | ----- | ----- | ---------- |
| ۳۱ می ۲۰۰۲   | فرانسه    | ۱-۰   | سنگال | (گروه A)   |
| ۱۴ ژوئن ۲۰۰۲ | ترکیه     | ۰-۳   | چین   | (گروه C)   |
| ۲۵ ژوئن ۲۰۰۲ | کرهٔ جنوبی | ۱-۰   | آلمان | نیمه نهایی |